# 7-й фронт (Япония)
Седьмой фронт (яп. 第7方面軍 Дай-сити хо:мэнгун) — группировка сухопутных войск японской императорской армии, находившаяся в Юго-Восточной Азии с 1944 по 1945 годы.
7-й фронт был сформирован 19 марта 1944 года из войск Южной группы армий для противодесантной обороны оккупированных Японией территорий в Юго-Восточной Азии: Малайи, Сингапура, Калимантана, Явы и Суматры, и для создания новой оборонительной линии после потери Соломоновых островов, Новой Гвинеи и восточной части Нидерландской Ост-Индии. Штаб-квартира фронта размещалась в Сингапуре. Войска фронта были демобилизованы после капитуляции Японии в 1945 году.

## Список командного состава

### Командующие
|   | Имя                     | С             | По              |
| - | ----------------------- | ------------- | --------------- |
| 1 | Генерал Кэндзи Доихара  | 22 марта 1944 | 7 апреля 1945   |
| 2 | Генерал Сэйсиро Итагаки | 7 апреля 1945 | 15 августа 1945 |

### Начальники штаба
|   | Имя                            | С             | По              |
| - | ------------------------------ | ------------- | --------------- |
| 1 | Генерал-майор Норицунэ Симидзу | 22 марта 1944 | 27 июня 1944    |
| 2 | Генерал-майор Кицудзю Аябэ     | 27 июня 1944  | 15 августа 1945 |